# Accident du Twin Otter de Yeti Airlines en 2006
Le 21 juin 2006, en approche de l'aéroport de Jumla (Népal), un DHC-6 Twin Otter de Yeti Airlines s'est écrasé au sol après que l'équipage a décidé d'interrompre l'atterrissage et de remettre les gaz pour une raison inconnue. Des témoins oculaires ont déclaré que l'avion semblait avoir décroché alors qu'il effectuait un virage serré au seuil de la piste 27 et qu'il s'est écrasé dans une boule de feu sur le bord est de la piste.

## Aéronef
L'avion impliqué dans l'accident était un de Havilland Canada DHC-6 Twin Otter exploité par Yeti Airlines. Il avait effectué son premier vol en 1980 avec Lesotho Airways. L'avion avait été acheté par Yeti Airlines un an avant l'accident à une autre compagnie népalaise, Skyline Airways. Il s'agissait du troisième accident de cet avion exploité par Yeti Airlines et l'un des quatre Twin Otter de la flotte de la compagnie.

## Passagers et équipement
Six passagers et trois membres d'équipage se trouvaient à bord de l'avion. Tous les occupants de l'avion sont morts dans l'accident. Les membres de l'équipage du cockpit ont été identifiés comme le capitaine Krishna Malla et le copilote Dipak Pokhrel. L'épouse de Pokhrel, Anju Khatiwada, est décédée en tant que copilote du vol 691 de Yeti Airlines en 2023, après que la mort de son mari l'ait incitée à embrasser une carrière dans l'aviation.